# Gyeongjong (Joseon)
Gyeongjong (koreanisch: 경종) (* 20. November 1688 in Joseon; † 11. Oktober 1724 ebenda) war während seiner Regierungszeit von 1720 bis 1724 der 20. König der Joseon-Dynastie (조선 왕조) (1392–1910) in Korea.

## Leben
König Gyeongjong wurde unter dem Namen Yun (윤) geboren und war erstgeborener Sohn des Königs Sukjong (숙종) und Sohn des Königs Konkubine Hui-bin (희빈). Da König Sukjongs zweite Frau, Königin Inhyeon (인현), unfruchtbar gewesen war und seine erste Frau Königin  Ingyeong (잉영) drei Totgeburten hatte und früh verstarb, sollte Yun König werden, was zu Konflikten am Hofe führte. Nachdem öffentlich wurde, dass Hui-bin einen Schamanen konsultiert hat, um ihrem Sohn zum Thron verhelfen zu können, wurde sie zum Tode verurteilt und hingerichtet. Gyeongjong wurde König und war damit zu der Zeit der siebte König der Joseon-Dynastie, der von einer Konkubine des Königs stammte.
Gyeongjong war nur vier Jahre im Amt und wurde während seiner Amtszeit von der Noron-Fraktion (Anhänger der alten Doktrin) dazu gedrängt, seinen jüngeren Bruder Yeoning (여닝) zum Kronprinz zu ernennen, der nach Gyeongjongs Tod im Jahr 1724 schließlich unter dem Namen Yeongjo (영조) zum König gekrönt wurde, was später zu Spannungen und zu einem Massaker am Hofe führte.
König Gyeongjong starb im Alter von 37 Jahren in Folge einer Blutvergiftung und einer gastrointestinalen Infektion. Zeit seines Lebens litt er unter dem Stress der politischen Verhältnisse am Hofe, was Auswirkung auf seinen mentalen Zustand hatte und in dessen Folge sein Gesundheitszustand nicht der Beste war. Er litt unter anderem an herzbasierten Hitzewallungen und Abszessen und starb einen Monat nach einem erneuten Ausbruch seiner Symptome. Es wird vermutet, dass er vergiftet wurde.

## Grabmal des Königs
Gyeongjong wurde auf dem königlichen Friedhof Donggureung (동구릉) in Guri (구리), im Osten von Seoul beerdigt. Das Gelände beherbergt insgesamt 40 Gräber und wurde zum Weltkulturerbe der UNESCO ernannt.